# ロベール・ルフェーブル
ロベール・ルフェーブル（Robert Jacques François Faust Lefèvre、1755年9月24日 - 1830年10月3日）は、フランスの画家である。

## 略歴
ノルマンディーのバイユーで生まれた。父親は法律家でルフェーブルも法律家の事務所で見習いとして働いたが、画家に興味を持ち、パリに出た。1784年になって、画家ジャン＝バプティスト・ルニョーの弟子となった。1791年のサロン・ド・パリに婦人像を出展し、肖像画家として評判となった。フランス第一帝政下で、1805年には皇后ジョゼフィーヌの肖像画を描いたのにはじまって第一帝政の皇族の人々たちの肖像画などを多く描いた。
ナポレオンが失脚し、王政が復活した後も、貴族院を飾るためのルイ18世の肖像画を描き、レジオンドヌール勲章を受勲するなどしたが、1830年に、7月革命が起こると、ルフェーブルは公職と支援者を失うこととなりパリの自宅で自殺した。

## 作品

エリザベータ・ストロガノフ
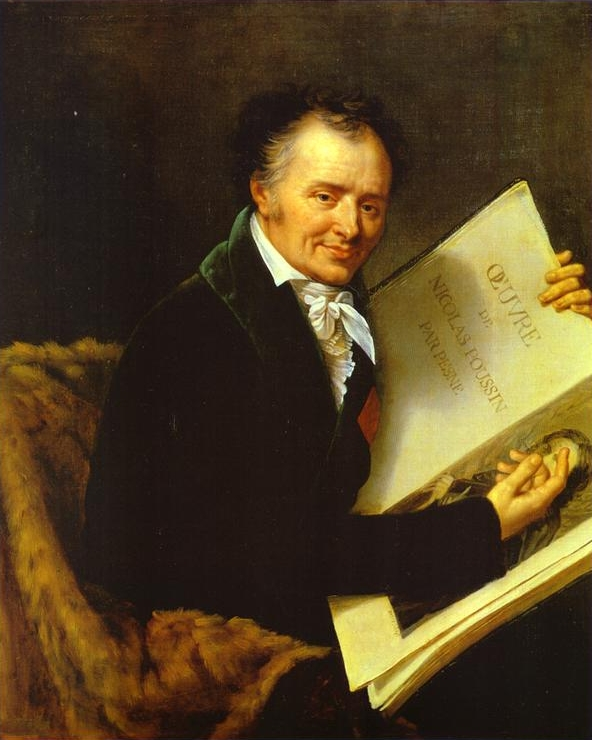
ヴィヴァン・デノン-画家
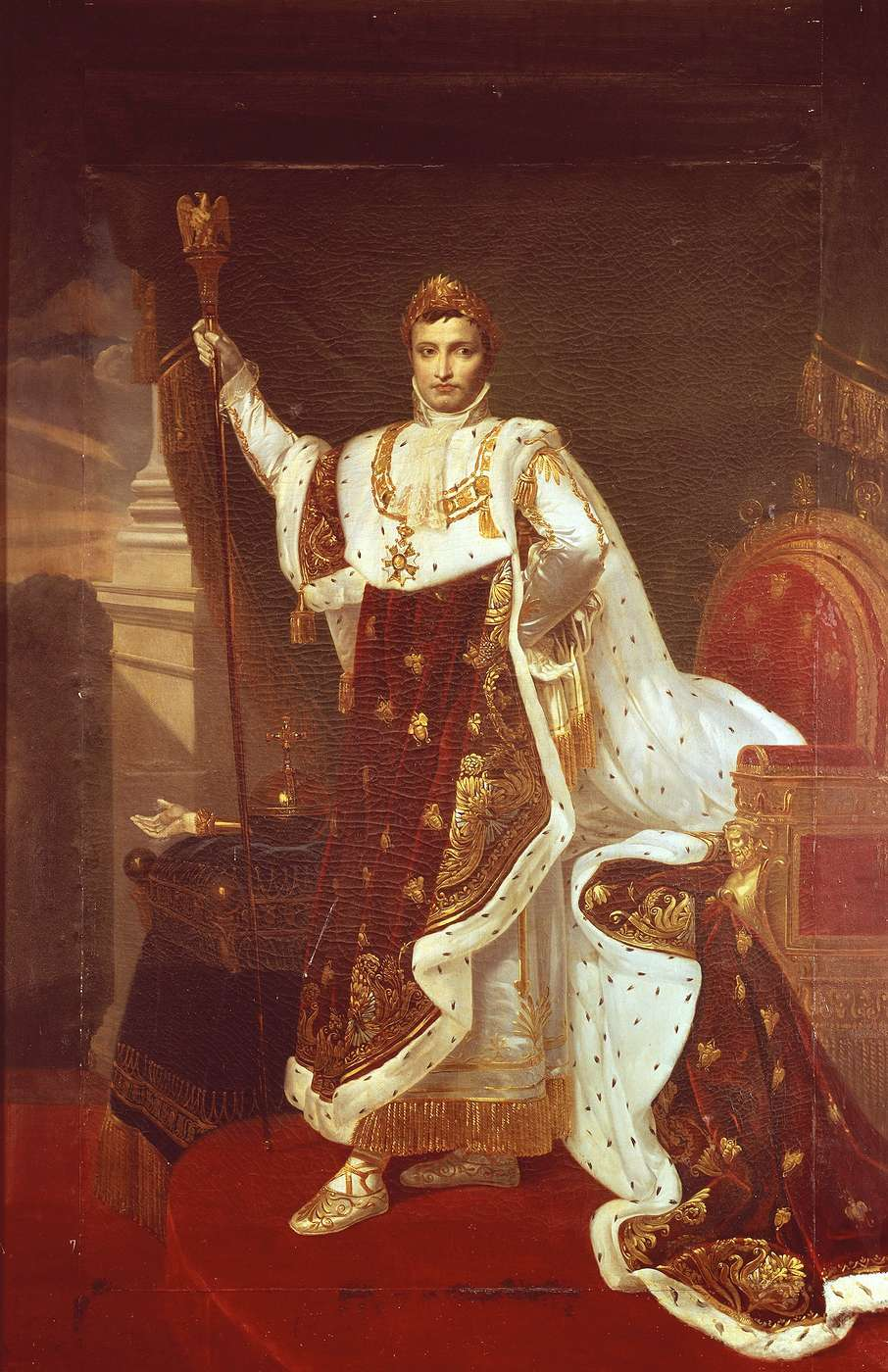
ナポレオン・ボナパルト
フランス皇后ジョゼフィーヌ
ポーリーヌ・ボナパルト
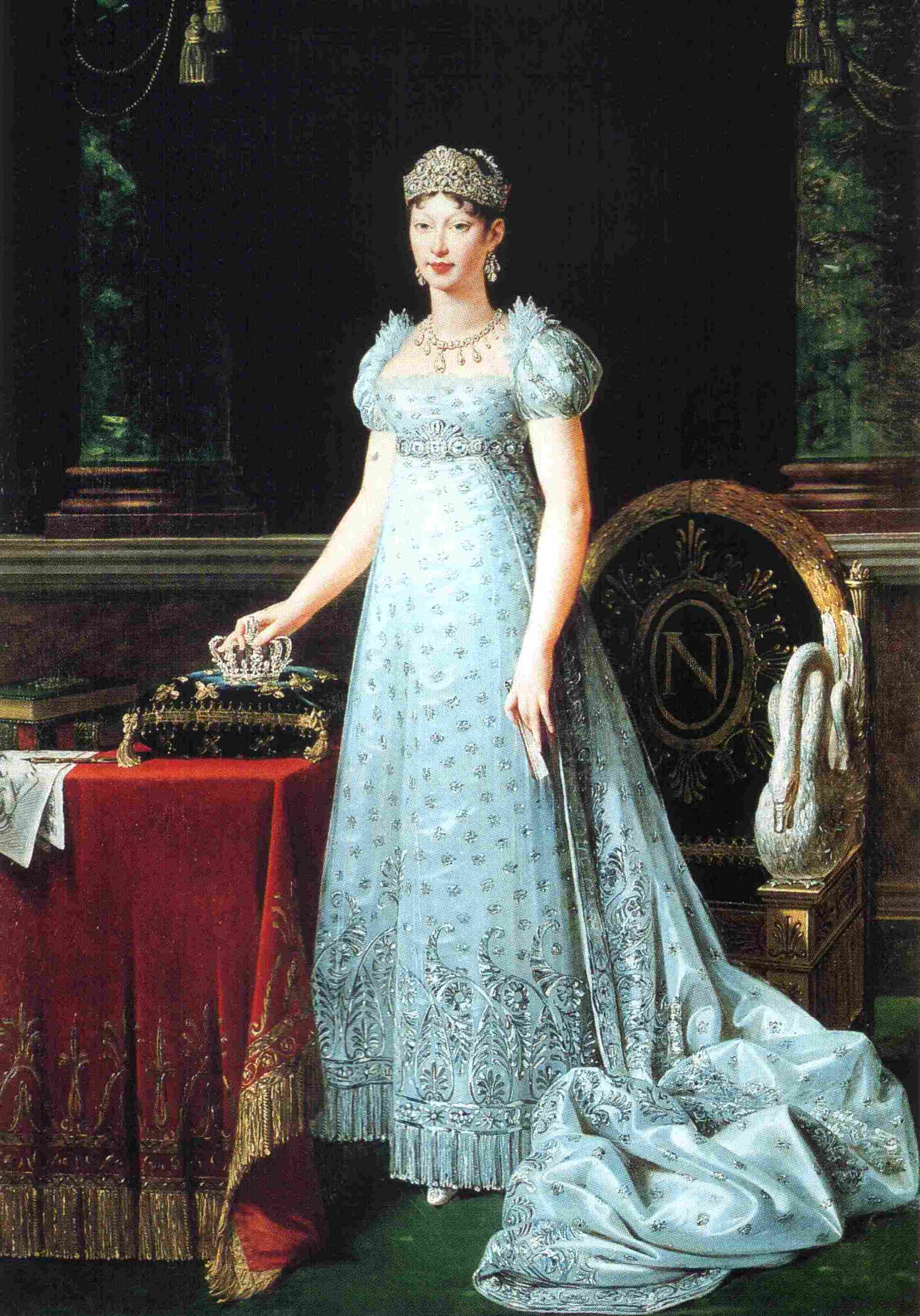
マリア・ルイーザ
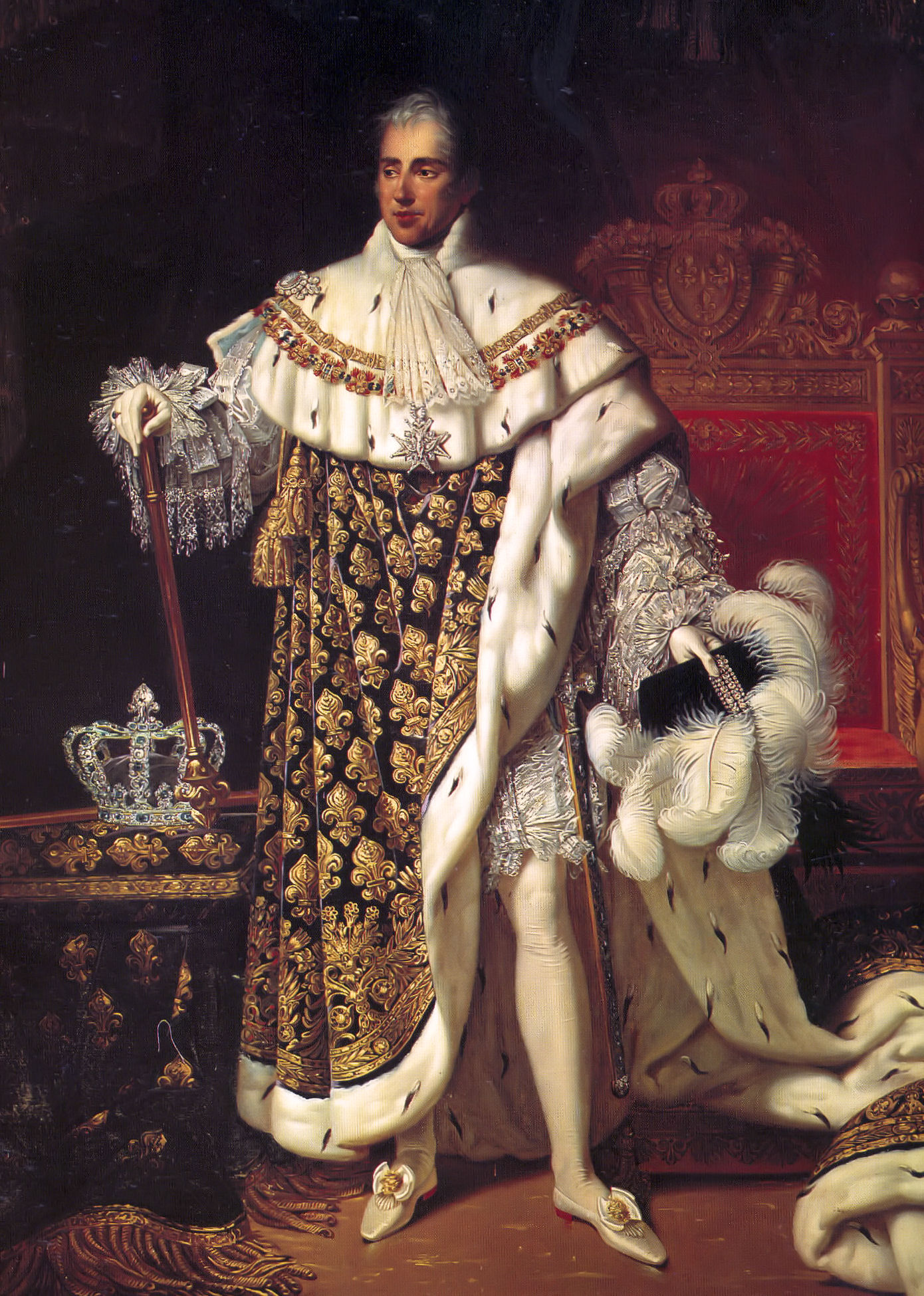
シャルル10世
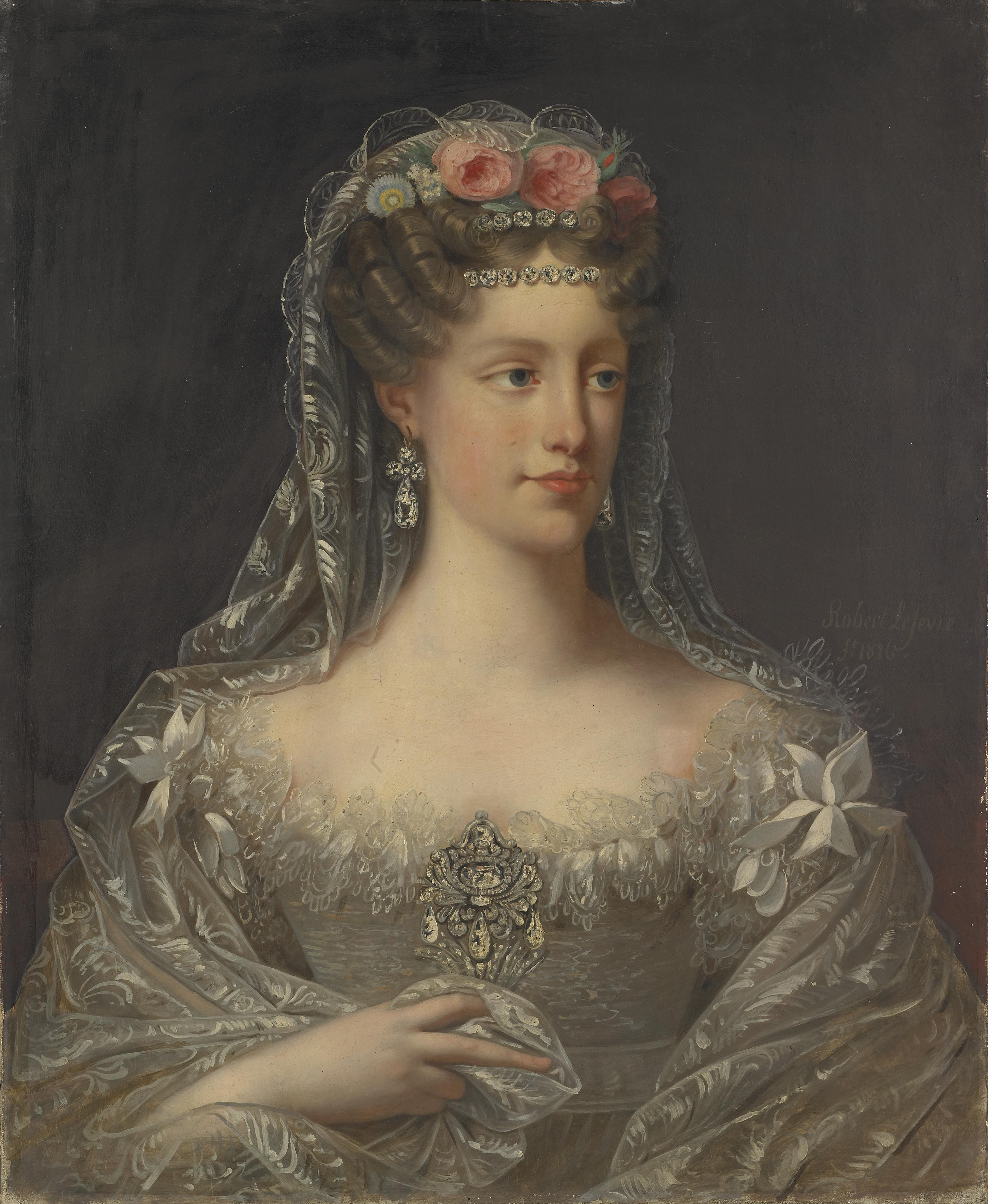
ベリー公の夫人